# Eustomias danae
Eustomias danae is een straalvinnige vissensoort uit de familie van Stomiidae. De wetenschappelijke naam van de soort is voor het eerst geldig gepubliceerd in 2001 door Clarke.